# Гантсдейл (Міссурі)
Гантсдейл (англ. Huntsdale) — селище (англ. village) в США, в окрузі Бун штату Міссурі. Населення — 29 осіб (2020).

## Географія
Гантсдейл розташований за координатами 38°54′42″ пн. ш. 92°28′20″ зх. д. / 38.91167° пн. ш. 92.47222° зх. д. (38.911530, -92.472185).  За даними Бюро перепису населення США в 2010 році селище мало площу 0,06 км², уся площа — суходіл. В 2017 році площа становила 0,76 км², уся площа — суходіл.

## Демографія
Згідно з переписом 2010 року, у місті мешкала 31 особа в 15 домогосподарствах у складі 11 родини. Густота населення становила 540 осіб/км².  Було 15 помешкань (262/км²).
Расовий склад населення:
| - 100,0 % — білих |

До двох чи більше рас належало 0,0 %. Частка іспаномовних становила 3,2 % від усіх жителів.
За віковим діапазоном населення розподілялося таким чином: 3,2 % — особи молодші 18 років, 83,9 % — особи у віці 18—64 років, 12,9 % — особи у віці 65 років та старші. Медіана віку мешканця становила 50,5 року. На 100 осіб жіночої статі у місті припадало 93,8 чоловіків;  на 100 жінок у віці від 18 років та старших — 100,0 чоловіків також старших 18 років.
Цивільне працевлаштоване населення становило 17 осіб. Основні галузі зайнятості: освіта, охорона здоров'я та соціальна допомога — 58,8 %, будівництво — 17,6 %, оптова торгівля — 11,8 %, публічна адміністрація — 11,8 %.